# Bastam (Azerbaijan-e-gharbi)
Pour les articles homonymes, voir Bastam.
Bastam (en persan : بسطام) est une des principales forteresses urartéennes, nommée Rusa-i Uru Tur en élamite, datant du VIIe siècle av. J.-C. et située dans l'actuelle province d'Azerbaijan occidental, au nord-ouest de l'Iran. C'est la deuxième plus grande forteresse urartéenne après celle de Tushpa.

## Position géographique
Bastam est située au sommet d'une colline escarpée au bord de la rivière Aq Çay, commandant une plaine située sur une voie de communication majeure entre la capitale urartéenne Tushpa, l'Arménie et l'Azerbaïdjan.
La plaine tout autour était irriguée dans l'Antiquité par des canaux.

## Histoire
Les premières traces de peuplement remontent au IIIe millénaire av. J.-C., à côté du village moderne de Bastam, au pied de la colline. La plaine a été intégrée à l'Urartu au IXe siècle av. J.-C., avec la construction d'une première petite forteresse sur la colline. La cité a gagné en importance dans la première moitié du VIIe siècle, profitant de la réorganisation du royaume par Rusa II (685-655 av. J.-C.). Bastam était la plus puissante des forteresses construites pour ce roi, mais sa puissance fut de courte durée, puisqu'elle fut conquise vers la fin du règne de Rusa II, possiblement par des Scythes. On n'a pas retrouvé d'os humains, ce qui indique que la ville a été évacuée avant d'être pillée et entièrement incendiée.
Bastam ne s'est pas relevée de sa destruction ; quelques traces d'occupation subsistent, et sous les Mèdes ou les Achéménides une petite partie de la ville a été reconstruite et habitée pendant une brève période, puis encore sous les Parthes et les Sassanides. La dernière occupation remonte au Moyen Âge, quand des Arméniens s'y sont installés et ont relevé les fortifications. Avec l'invasion mongole au XIIIe siècle, Bastam a été définitivement abandonnée et est tombée dans l'oubli, les populations s'installant au pied de la colline dans le village dont la citadelle tire son nom moderne.
L'existence de Bastam a été révélée par une inscription de fondation dont on a remonté la trace jusqu'au village de Bastam, en 1910. Cependant, la forteresse elle-même n'a été retrouvée qu'en 1967 par Wolfram Kleiss de l'Institut archéologique allemand de Téhéran. Kleiss et Stephan Kroll ont dirigé une équipe internationale d'archéologues pendant les excavations de 1969 à 1978, jusqu'à ce que les fouilles soient interrompues par la révolution. Elles ont été reprises en 1999 par l'ICHO sous la direction de Hamid Khatib Shahidi.

## Description
Dans la plaine à l'opposé de la forteresse, un complexe fortifié a été retrouvé, lié à l'élevage des chevaux. Au pied de la colline, au nord, s'étend une zone d'habitation, où étaient accueillis les officiels et les marchands.
La forteresse mesure environ 800 m sur 400 m ; elle s'étage sur trois niveaux. Le matériau de construction est la brique séchée, sur des fondations de pierres. La forteresse est protégée par des remparts comportant des tours rectangulaires et des contreforts.
L'entrée dans la partie basse se fait par une porte unique au sud, flanquée par une tour. Dans cette partie de la citadelle, on trouve les baraques de la garnison, des étables pouvant contenir une soixantaine de chevaux, un moulin, des cuisines et de petits magasins.
Dans la partie moyenne, les céréales, le vin et l'huile étaient entreposés dans de larges magasins. On a également retrouvé les os brûlés de plusieurs centaines de carcasses animales. À côté se trouve une plateforme sur laquelle se dressait le temple-tour mentionné dans les inscriptions de fondation, dédié au dieu Haldi.
La partie haute est la résidence royale, où des fragments de plâtre peint ont été retrouvés.
La ville ayant été soigneusement pillée avant sa destruction, les fouilles n'ont permis de retrouver que peu d'objets ; on peut cependant noter :
- des lettres royales en cunéiforme sur des tablettes d'argile et d'autres inscriptions sur des pierres ;
- 1240 bulles d'argiles avec des sceaux représentant le roi, des princes et des notables ;
- des armes en fer ;
- des pointes de flèches scythes ;
- des éléments de meubles en bronze ;
- des cylindres-sceaux ;
- un rhyton.